# Barbu (gioco)
Barbu, anche conosciuto come tafferan, è un gioco di carte "a prese" simile ad Hearts dove quattro giocatori conducono sette diverse tipologie di gioco ciascuno (conosciute come contratti) per un totale di 28 giocate. Barbu ha avuto origine in Francia all'inizio del ventesimo secolo, dove era diffuso in particolare tra gli studenti universitari, e divenne un gioco popolare tra i giocatori di Bridge francesi negli anni '60. La versione francese del gioco era giocata originariamente con un mazzo di 32 carte con valori dal sette all'asso per ogni seme. Le varianti moderne vengono giocate con un mazzo intero da 52 carte.
"Barbu" significa letteralmente (uomo) "barbuto" – un riferimento alla comune raffigurazione del re di cuori come un monaco barbuto che si pugnala alla testa con nonchalance. Questa carta ha un significato speciale in uno dei sette contratti presenti nel gioco.

## Regole

### Preliminari
Quattro giocatori (senza alleanze) usano un mazzo di 52 carte con semi francesi (♠ ♥ ♣ ♦) aventi valori: A (alto) K Q J 10 9 8 7 6 5 4 3 2 (basso). I giocatori pescano una carta ciascuno, e il giocatore che ha pescato la carta più alta è il primo chiamante. Per le prossime sette mani le carte vengono mischiate e distribuite dal giocatore alla destra del chiamante, e tagliate dal giocatore alla destra del mazziere. 13 carte vengono distribuite ad ogni giocatore, e il chiamante sceglie il contratto che tutti giocheranno per quella mano. Il chiamante sceglie ogni contratto una ed una sola volta. Dopo che il chiamante ha esaurito tutti e sette i contratti, i ruoli di chiamante e mazziere passano ai giocatori alla loro sinistra, e così via, fino a che tutti hanno esaurito i loro sette contratti.

### I sette contratti
Ci sono cinque contratti negativi e due contratti positivi in Barbu, e sono tutti giochi a prese fatta eccezione per domino. Per i contratti a prese, il chiamante gioca la prima carta e i turni si svolgono in senso orario, con ogni giocatore che risponde a seme se possibile, o in caso contrario giocando una carta di un altro seme. Tutti i contratti vengono giocati senza briscola, fatta eccezione per atout. I punteggi totali per i sette contratti sommano a zero. I sette contratti sono:
Non prendere

Ogni presa vale -2 punti per un totale di -26.
No cuori
L'asso di cuori vale -6 e ogni altra carta di cuori vale -2, per un totale di -30. Le carte di cuori non devono essere giocate come prima carta di una presa, a meno che non siano disponibili carte di altri semi. Tutte le carte di cuori vengono tenute scoperte dopo essere state prese, così che tutti possano vedere chi ha preso cosa.
No regine
Ogni regina vale -6 per un totale di -24, e le regine vengono tenute scoperte dopo essere state prese. La mano finisce appena tutte e quattro le regine sono state prese.
No re di cuori (barbu)
K♥ vale -20, e le carte di cuori non devono essere giocate come prima carta di una presa, come nel contratto no cuori. La mano finisce appena il re di cuori è stato preso.
No ultime due

La penultima presa vale -10 e l'ultima presa vale -20, per un totale di -30 punti.
Atout
Il chiamante sceglie un seme di briscola e gioca la prima carta. Gli altri giocatori seguono in questo modo:
- Se una briscola viene giocata come prima carta, ogni giocatore deve, se possibile, giocare una briscola più alta di quella più alta al momento sul tavolo. In caso contrario, i giocatori rispondono semplicemente a seme, o scartano una carta di un altro seme se non hanno briscole.
- Se una carta che non è briscola viene giocata come prima carta, i giocatori rispondono a seme se possibile. Se un giocatore non può rispondere a seme e nessuna briscola è stata giocata, quel giocatore deve giocare una briscola se possibile, e in caso contrario giocare una carta di un altro seme.
- Se una carta che non è briscola è stata giocata come prima carta e una briscola è stata giocata, il giocatore successivo deve, se possibile, giocare una briscola più alta di quelle giocate in precedenza. In caso contrario, il giocatore può giocare la carta che preferisce.

Ogni presa vale +5 punti per un totale di +65.
Domino o Fan-Tan

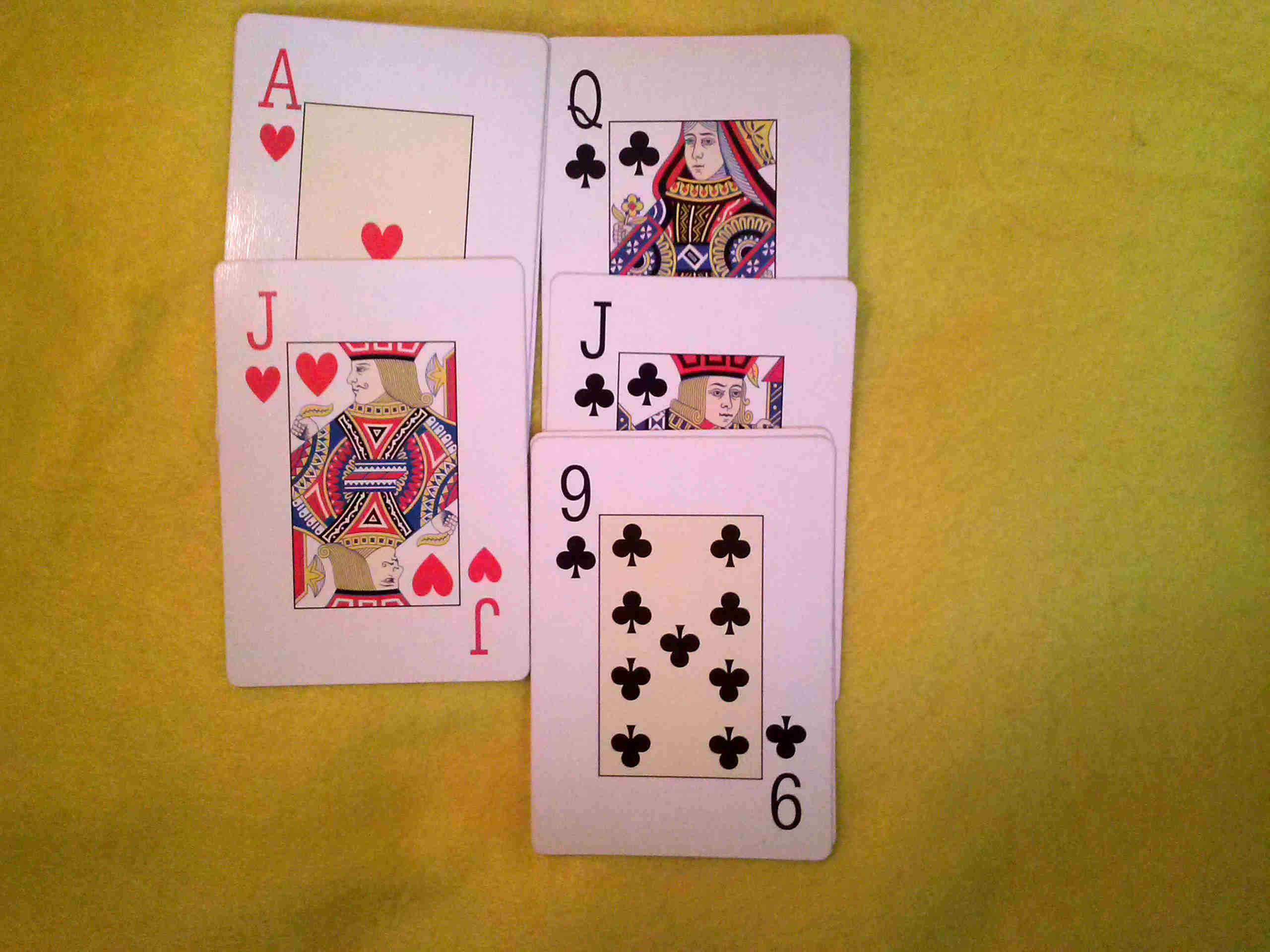
Un Domino o fan tan in corso.

Il chiamante sceglie un valore di partenza e dichiara "domino dal [valore]". Ogni giocatore a turno deve, se possibile, giocare una carta valida a faccia in su sul tavolo. Le carte valide sono:
- Qualsiasi tra le quattro carte del valore scelto, oppure
- Carte che attaccano ad una scala dello stesso seme già presente sul tavolo. Per esempio, se sul tavolo è presente solo una scala che va dal 3 al 7 di ♣, le carte valide sono 2♣ e 8♣ (oltre eventualmente a carte di altri semi che corrispondono al valore scelto dal chiamante)

Un giocatore che non può giocare una carta valida deve passare, e lo scopo è esaurire le carte in mano. Il domino si compone quindi di scale di carte dello stesso seme, che partono dal valore scelto e si estendono da entrambi i lati (o solo da un lato se il valore iniziale è un due o un asso). La mano continua fino a che tutte le carte sono state messe sul tavolo. Il primo a finirle riceve +45 punti, il secondo +20, il terzo +5 e l'ultimo -5, per un totale di +65.
Non è necessario che il chiamante abbia alcuna carta del valore chiamato all'inizio.

### Contrare
Dopo che il chiamante sceglie il gioco ma prima che la prima carta venga giocata, ogni giocatore può contrare uno o più altri giocatori, scommettendo sul punteggio relativo tra i due giocatori. Le regole per contrare sono:
- Ogni giocatore ha un'opportunità di contrare, cominciando dal giocatore alla sinistra del mazziere.
- Un giocatore deve nominare quali altri giocatori intende contrare.
- In un gioco a punti positivi, i non chiamanti possono contrare solamente il mazziere (che può surcontrare)
- Ogni non chiamante deve contrare il chiamante almeno due volte durante i sette contratti di ogni chiamante.
- Ogni giocatore che viene contrato può surcontrare: questo significa raddoppiare la scommessa.
- Il chiamante non può contrare, ma può surcontrare.

Se non ci sono contri in un gioco negativo, il gioco non viene giocato, ma i punti negativi vengono semplicemente divisi equamente tra i non chiamanti, con il chiamante che fa 0 punti o 1 punto come necessario. Dopo che ogni mano è stata giocata e i punteggi vengono calcolati, le modifiche per i contri vengono fatte nel modo seguente:
- Per ogni coppia di giocatori che ha contrato, viene calcolata la differenza tra i due punteggi. Al giocatore con il punteggio maggiore viene aggiunta la differenza, mentre al giocatore con il punteggio minore viene sottratta la differenza.
- I surcontri funzionano allo stesso modo, ma la differenza tra i due punteggi viene raddoppiata prima di essere aggiunta al giocatore con il punteggio maggiore e sottratta al giocatore con il punteggio minore.

### Gioco
Una volta che le 28 mani sono state giocate, i punteggi vengono sommati e il giocatore con il punteggio più alto vince. I punteggi di tutti i giocatori devono sommare a zero.